# Die deutschen Volksbücher (Karl Simrock)
Die deutschen Volksbücher ist der Titel einer von Karl Simrock herausgegebenen Sammlung deutscher Volksbücher, die ältere Dichtungen in erneuernder Nacherzählung aufbereitet.

## Bibliographische Angaben
Karl Simrock: Die deutschen Volksbücher. Gesammelt und in ihrer ursprünglichen Echtheit wiederhergestellt. 13 Bände. Frankfurt/Main, Heinrich Ludwig Brönner / Band 12 und 13 von Christian Winter, 1845–1867.
- Band 1: Heinrich der Löwe / Die schöne Magelone / Reineke Fuchs / Genoveva (Digitalisat).
- Band 2: Die Haimonskinder / Friederich Barbarossa / Kaiser Octavianus (Digitalisat).
- Band 3: Peter Dimringer von Staufenberg / Fortunatus / König Apollonius von Tyrus / Herzog Ernst / Der gehörnte Siegfried / Wigoleis vom Rade (Digitalisat).
- Band 4: Dr. Johannes Faust /  Doctor Johannes Faust, Puppenspiel / Tristan und Isolde / Die heiligen drei Könige (Digitalisat).
- Band 5: Deutsche Sprichwörter (Digitalisat).
- Band 6: Melusina / Margraf Walther / Gismunda / Der arme Heinrich / Der Schwanenritter / Flos und Blankflos / Zauberer Virgilius / Bruder Rausch / Ahasverus (Digitalisat).
- Band 7: Fierabras / König Eginhard / Das deutsche Räthselbuch / Büttner – Handwerksgewohnheiten / Der Huf- und Waffenschmiede – Gesellen Handwerksgewohnheit / Der Finkenritter (Digitalisat).
- Band 8: Die Deutschen Volkslieder (Digitalisat).
- Band 9: Der märkische Eulenspiegel / Das deutsche Kinderbuch / Das deutsche Räthselbuch II / Thedel Unverfährt von Walmoden / Hugschapler (Digitalisat).
- Band 10: Die sieben Schwaben / Das deutsche Räthselbuch. Dritte Sammlung / Oberon oder Hug von Bordeaux / Till Eulenspiegel / Historie von der geduldigen Helena (Digitalisat).
- Band 11: Pontus und Sidonia / Herzog Herpin / Ritter Galmy (Digitalisat).
- Band 12: Thal Josaphat / Hirlanda / Gregorius auf dem Stein / Die sieben weisen Meister / Ritter Malegis (Digitalisat).
- Band 13: Hans von Montevilla / Aesops Leben und Fabeln / Meister Lucidarius / Zwölf Sibyllen Weissagungen / Lebensbeschreibung des Grafen von Schaffgotsch (Digitalisat).